# Maurice Gross

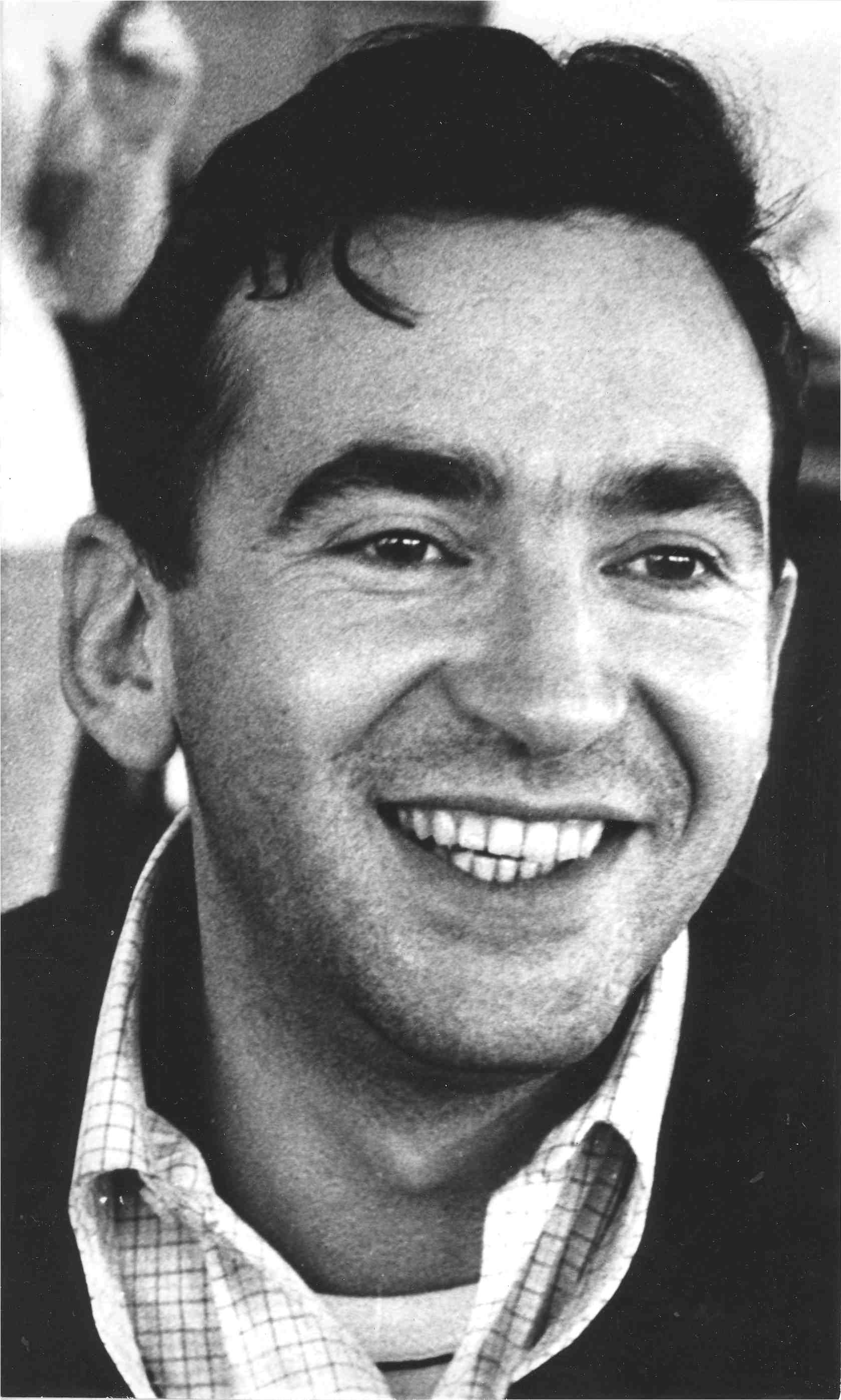
Maurice Gross. Foto de Vera Mercer

Maurice Gross (Sedan, 21 de julho de 1934 — Paris, 8 de dezembro de 2001) foi um linguista francês   que desenvolveu a partir do fim da década de 1960 o léxico-gramática, um método e uma prática efetiva  de descrição formal das línguas.  

## Biografia e legado científico
Maurice Gross trabalhou em tradução automática na École Polytechnique, sem nenhuma formação anterior em linguística, e assim entra na Universidade Harvard como bolsista em 1961. Frequenta ali o MIT e conhece Noam Chomsky  e Marcel-Paul Schützenberger   (en). De volta na França, faz pesquisa em informática no CNRS.
Em 1964, ele volta para os Estados Unidos, desta vez na Universidade da Pensilvânia, a convite de Zellig Harris , com quem vai colaborar durante dois anos, e que desde então vai considerar como o seu mentor em matéria de linguística. Em 1967, defende na Sorbonne a tese de doutorado de terceiro ciclo L'Analyse formelle comparée des complétives en français et en anglais (Análise formal comparada das orações completivas em francês e em inglês) e vai ensinar na faculdade em Aix-en-Provence, onde frequenta Jean Stéfanini (de). Em 1969, defende na Universidade Paris 7 (fr) a tese de doutorado de estado Lexique des constructions complétives (Léxico das construções completivas), publicada com o título Méthodes en syntaxe (Métodos em sintaxe) (Paris : Hermann, 1975), e é contratado como professor na nova universidade de Vincennes, Paris 8 (fr), e depois, em 1975, em Paris 7.
Fundou em 1968 o Laboratoire d'Automatique Documentaire et Linguistique ou LADL (Laboratório de informática documental e linguística), no CNRS, e em 1977, a revista Lingvisticae Investigationes. Dá prioridade a princípios de rigor metodológico: respeito aos fatos, observação empírica, recenseamento exaustivo, reprodutibilidade das experiências.  Com o laboratório, descreve metodicamente as frases simples da língua francesa, realizando um dicionário baseado na sintaxe,  que evidencia as propriedades salientes das palavras para facilitar a análise sintática e a etiquetagem gramatical  (es), e que, portanto, constitui uma classificação racional e detalhada da maior parte das unidades linguísticas do francês. . Com efeito, antes de a gramática gerativa adotar o princípio de projeção (en) ou o critério temático (en), Maurice Gross decide considerar como interdependentes em princípio os itens lexicais e as regras gramaticais  (daí o nome de léxico-gramática dado por ele ao método aplicado e ao resultado obtido). Seus alunos verificam esta hipótese de trabalho em idiomas tipologicamente diversos: línguas românicas e germânicas, grego moderno, coreano, árabe,, malgaxe...
A partir da década de 1980, o LADL multiplica os estudos informatizados de dados, produzindo dicionários morfossintáticos do francês, chamados "dicionários eletrônicos". Em paralelo, Maurice Gross, considerando que o modelo dos autômatos finitos convém como modelo de competência da linguagem, desenvolve a noção de gramática local. As gramáticas locais, constituidas de autômatos finitos e acopladas aos dicionários morfossintáticos, possibilitam a análise automática de textos   pelo sistema Intex desenvolvido por Max Silberztein.
Na mesma época, Gross trabalha em problemas então negligidos pela tradição linguística, mas que, pelo contrário, ele julga de uma importância fundamental, tais como a ambiguidade lexical, as expressões idiomáticas e colocações, as construções com verbo suporte  (it). Descobre em 1976 a "dupla análise", uma propriedade sintática de algumas construções com verbo suporte. Recenseia constantemente as expressões idiomáticas.  O trabalho de pesquisa auxiliada por computador realizado por Maurice Gross sobre grandes quantidades de material linguístico resulta numa imagem da língua sendo um instrumento mais restrito idiomaticamente do que livremente manuseável , imagem compatível com a afirmação de John McHardy Sinclair (1933-2007) (en) sobre a preponderância do Idiom principle (fraseologia) sobre o Open Choice Principle (combinatória livre). Maurice Gross descreve o discurso como um léxico-gramática, uma gramática que só se pode formalizar levando em conta que ela depende do léxico . Quem quiser descrever completamente a língua deve, portanto, recolher enormes quantidades de combinações codificadas.
Os fatos registrados nos dicionários e gramáticas que resultam de tal recenseamento são essenciais para o processamento de linguagem natural e em especial para o processamento linguístico profundo (en).
Maurice Gross morreu de um câncer em alguns meses.  Foram alguns dos seus alunos  Alain Guillet, Christian Leclère, Gilles Fauconnier (en), Morris Salkoff, Joëlle Gardes (fr), Annibale Elia, Laurence Danlos, Hong Chai-song, Cheng Ting-au, Claude Muller, Éric Laporte, Denis Maurel, Max Silberztein, Elisabete Ranchhod, Anne Abeillé, Mehryar Mohri (en), Nam Jee-sun, Jean Senellart, Cédrick Fairon.

## Obras
Uma bibliografia completa dos escritos de Maurice Gross está disponível.
Uma breve seleção de obras de Maurice Gross:
- 1975. Méthodes en syntaxe. Le régime des constructions complétives. Paris : Hermann.
- 1981. Les bases empiriques de la notion de prédicat sémantique. Langages, 63, pp. 7-52.
- 1994. Constructing Lexicon-Grammars. Computational Approaches to the Lexicon, Oxford, Oxford University Press, pp. 213-263.
- 1997. The Construction of Local Grammars. Finite-State Language Processing, The MIT Press, pp. 329-352.